# Calamus oligostachys
Calamus oligostachys là loài thực vật có hoa thuộc họ Arecaceae. Loài này được T.Evans & al. mô tả khoa học đầu tiên năm 2001.